# Montescot
Montescot (in catalano Montescot) è un comune francese di 1 686 abitanti situato nel dipartimento dei Pirenei Orientali nella regione dell'Occitania.

## Società

### Evoluzione demografica
Abitanti censiti